# جولة عالم التوابل
جولة عالم التوابل هي جولة موسيقية لفرقة البوب البريطانية السبايس جيرلز، وكانت جولة ترويجية لألبومهم الثاني عالم التوابل والذي كان الموسيقى التصويرية لفيلمهم عالم التوابل: الفيلم.